# 刺盾叶秋海棠
刺盾叶秋海棠（学名：Begonia setulosopeltata）为秋海棠科秋海棠属的植物。分布于中国大陆的广西等地，一般生长在山谷阴湿处，目前尚未由人工引种栽培。